# أنسة (اسم)
أنسة هو اسم علم مؤنث من أصل عربي، ومعناه هو اسم فاعل الفائزة الغالبة.

## شخصيات تحمل الاسم
- أنسة مولى النبي محمد

## وصلات خارجية
- موسوعة السلطان قابوس لأسماء العرب